# Équipe de Turquie de rugby à XV
L'équipe de Turquie de rugby à XV rassemble les meilleurs joueurs de rugby à XV de Turquie. Elle joue dans la division 2D du Championnat européen des nations.

## Histoire
Fondée en 2011, la Fédération turque de rugby à XV est affiliée à la FIRA–AER depuis 2012. En revanche, elle n'est pas membre de l'International Rugby Board.
Avant de disputer sa première saison du Championnat européen des nations (saison 2012-2014), l'équipe nationale a disputé 2 matchs : 2 victoires face à la Slovaquie sur le score de 31 à 5 le 29 avril 2012 et contre l'Estonie par 49 à 5 le 12 mai 2012.
Lors du Championnat européen des nations 2012-2014, elle termine première de la poule 3 . Durant ce championnat, le demi d'ouverture Ali Bökeyhan Sürer fut le meilleur réalisateur de l'équipe en inscrivant cinq essais, treize transformations et une pénalité soit cinquante quatre points. L'arrière, Zakir Kalabaş, a également inscrit cinq essais durant ce championnat.
Pour la saison 2022-2023 l'équipe de Turquie joue en division 2D et accède à la montée en division 2C avec son demi d’ouverture naturalisé Franco-Turc Pierre Guiraut auteur de 3 essais après pénalités rapidement jouées, 16 transformations, 8 pénalités et 10 types fendus en deux.